# Adil Karimli
Adil Gabil oglu Karimli (en azerí: Adil Qabil oğlu Kərimli; 22 de octubre de 1979, Bakú) es Ministro de Cultura de Azerbaiyán.

## Biografía
Adil Karimli nació el 22 de octubre de 1979 en la ciudad de Bakú. Estudió en la Facultad de Derecho de la Universidad Estatal de Bakú entre 1995 y 2001. En 2007 defendió su tesis en doctorado y recibió su doctorado en Derecho en 2009.
Habla ruso y inglés. Está casado y tiene tres hijos.

## Carrera política
Adil Karimli comenzó su carrera en 1999 como consultor en la editorial "Literatura Jurídica". Entre 2001 y 2003 fue asesor legal  en el Centro de Derecho de Bakú. Desde 2001 trabajó como profesor en la Universidad Estatal de Bakú y desde 2011 como profesor principal. Entre 2003 y 2009 fue jefe del Departamento Jurídico de la oficina de representación en Azerbaiyán de "Great Wall Drilling Company".
Desde 2005 Adil Karimli se desempeñó como director del Departamento de Derecho y de Relaciones Internacionales de la Compañía de Radio y Televisión Ictimai. Entre 2007 y 2011 fue el jefe de la delegación de Azerbaiyán en el Festival de la Canción de Eurovisión. Desde agosto de 2011 hasta agosto de 2012 trabajó como jefe del grupo de trabajo del Festival de la Canción de Eurovisión 2012, organizado en Bakú. Entre 2007 y 2011 fue miembro del Comité Legal y de Asuntos Públicos de la Unión Europea de Radiodifusión, y desde 2011 fue miembro del Grupo Asesor sobre el Festival de la Canción de Eurovisión de la Unión Europea de Radiodifusión.
El 8 de octubre de 2012 fue nombrado Primer Vicepresidente del Centro Heydar Aliyev. Adil Karimli dirigió el departamento de cultura azerbaiyana en la Exposición Universal de Milán de 2015, Exposición Universal de Dubái de 2020 y otros eventos internacionales, y fue jefe del Comité Organizador del pabellón de Azerbaiyán en la Exposición de los logros de la economía nacional en Moscú.
Adil Karimli fue nombrado Primer Viceministro de Cultura y Ministro en funciones de la República de Azerbaiyán el 22 de diciembre de 2022. El 14 de abril de 2023, por la orden del Presidente de Azerbaiyán, Ilham Aliyev, se nombró Ministro de Cultura de la República de Azerbaiyán y fue destituido del cargo de Primer Viceministro y Ministro en funciones.